# Дуамутеф
| N14 | G14 | t · f | or | N14 · D37 | t · f |

| N14 | G14 | t · f | or | N14 · D37 | t · f |

Дуамутеф (познат и као Туамутеф) је староегипатско божанство, један од четворице синова бога Хоруса, фунерно божанство које штити стомак. Има главу шакала па подсећа на Анубиса, који му је стриц. Дуамутеф је бог истока. Штити га Неитх, богиња рата.

## Приказ
Дуамутеф се приказује се као мумифицирани човек са главом шакала.